# Krome Studios Melbourne
Krome Studios Melbourne, ursprungligen Beam Software, är en australiensisk datorspelsutvecklare som har utvecklat över 80 spel. De utvecklade spel för en mångfald av system från Sinclair ZX-80 till Playstation och PC. 1999 såldes Beam Software till franska Infogrames och fick då namnet Melbourne House. 2006 såldes det igen till Krome Studios.

## Utvecklade spel (i urval)
- (1983) - The Hobbit
- (1984) - Sherlock
- (1985) - The Way of the Exploding Fist
- (1986) - The Fellowship of The Ring
- (1986) - Fist II
- (1987) - John Elway's Quarterback
- (1987) - Shadows of Mordor
- (1988) - Samurai Warrior: The Battles of Usagi Yojimbo
- (1988) - The Crack of Doom
- (1989) - Back to the Future
- (1990) - Back to the Future Part II & III
- (1990) - Bigfoot
- (1990) - Days of thunder
- (1991) - The Hunt for Red October
- (1993) - Shadowrun
- (1994) - Itchy & Scratchy in Miniature Golf Madness
- (1994) - Mickey's Adventures in Numberland
- (1995) - True Lies
- (1997) - Cricket 97
- (1997) - KKND
- (1998) - Dethkarz
- (1998) - KKND2: Krossfire
- (1999) - GP 500